# Îles De Long
Les îles De Long (en russe : Острова Де-Лонга) sont un archipel russe de la mer de Sibérie orientale (océan Arctique) qui fait partie des îles de Nouvelle-Sibérie.

## Géographie
Les îles De Long (228 km2) sont composées de :

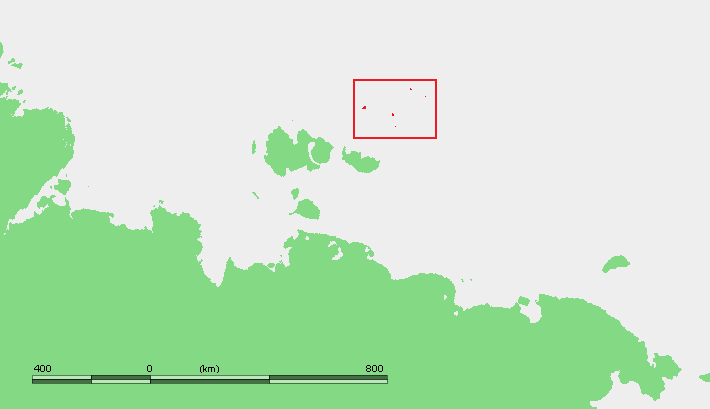
Localisation des îles De Long.

- l'île Jeannette (о́стров Жанне́тты) ;
- l'île Henriette (о́стров Генрие́тты) ;
- l'île Bennett (о́стров Бе́ннетта) ;
- l'île Vilkitski (о́стров Вильки́цкого) ;
- l'île Jokhov (о́стров Жо́хова).

## Histoire

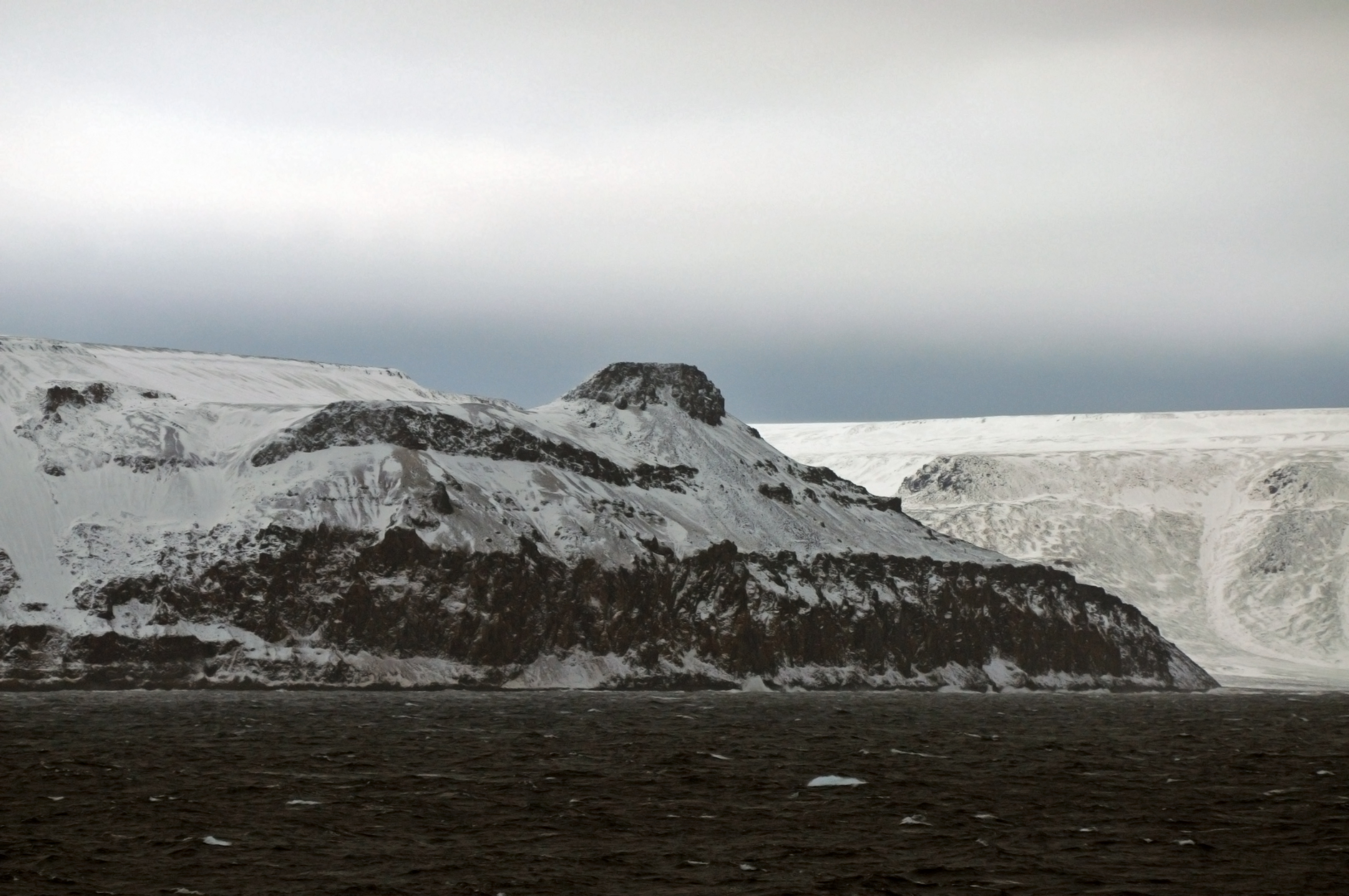
L'île Bennett.

L'île Jeannette, l'île Henriette et l'île Bennett ont été découvertes en 1881 par l'expédition Jeannette, nommée d'après l'USS Jeannette et commandée par le lieutenant-commandant George Washington De Long, lequel donne son nom à l'archipel.

## Administration
L'archipel fait partie de l'oulous de Bouloun (en), en République autonome  de Sakha, dans le district fédéral extrême-oriental.